# Luis Palacios (futbolista)
Luis Mario Palacios Vidaurre (Tarija, 13 de julio de 1978) es un exfutbolista y entrenador boliviano. Jugaba como defensor  y su último equipo fue el Ciclón de la Asociación Tarijeña de Fútbol de Bolivia.

## Trayectoria

### Inicios
En principio jugó en Ciclón, luego en Unión Central. Su gran desempeño hizo que fuera observado por varios equipos del interios del país. 

### San José
A principios de 2005 fue fichado por San José con quién jugó 5 temporadas consecutivas. En la temporada 2007 se proclamó campeón, siendo Palacios una de las figuras más destacadas. También disputó la Copa Libertadores 2008.

### The Strongest
El 2010 fichó por The Strongest.

### Retorno a San José
A principios de 2011 retorno a San José con quién saldría subcampeón en la temporada 2012. Disputó la Copa Libertadores 2013.

### Nacional Potosí
A mediados de  2013 fichó por el Nacional Potosí donde fue pieza clave porque el equipo se clasificó a la Copa Sudamericana por primera vez.

### Ciclón
A mediados de 2014 fichó por Ciclón de su natal Tarija.

## Selección nacional
Disputó un partido con la Selección de fútbol de Bolivia por las eliminatorias a la Copa Mundial de Fútbol de 2010. Ocurrió el 6 de septiembre de 2009 frente a Paraguay con resultado adverso 1:0.

### Participaciones en Eliminatorias
| Eliminatoria               | Sede       | Selección | Resultado         | Partidos | Goles |
| -------------------------- | ---------- | --------- | ----------------- | -------- | ----- |
| Eliminatorias Mundial 2010 | Sudamérica | Bolivia   | 9º (No clasificó) | 1        | 0     |

## Clubes

### Como jugador
| Club                  | País    | Año         |
| --------------------- | ------- | ----------- |
| Unión Central         | Bolivia | 2003 - 2004 |
| San José              | Bolivia | 2005 - 2009 |
| The Strongest         | Bolivia | 2010        |
| San José              | Bolivia | 2011 - 2013 |
| C. A. Nacional Potosí | Bolivia | 2013 - 2014 |
| C. A. Ciclón          | Bolivia | 2014 - 2015 |

### Como entrenador
| Club          | País    | Año         |
| ------------- | ------- | ----------- |
| Royal Obrero  | Bolivia | 2016        |
| Ciclón        | Bolivia | 2020 - 2021 |
| García Agreda | Bolivia | 2024        |

## Palmarés

### Como jugador
Títulos nacionales
| Título           | Club     | País    | Año           |
| ---------------- | -------- | ------- | ------------- |
| Primera División | San José | Bolivia | Clausura 2007 |